# Alexandra Breckenridge
Alexandra Hetherington Breckenridge (Bridgeport (Connecticut), 15 mei 1982) is een Amerikaans actrice. In Nederland is Breckenridge vooral bekend van haar rol als de jonge Moira O'Hara, in de televisieserie American Horror Story.